# Desert Eagle Observatory
Desert Eagle Observatory (Codi IAU 333) és un observatori astronòmic privat d'aficionats, situat a prop de Benson (Arizona). Operat per William Kwong Yu Yeung, el principal propòsit és l'observació i descobriment d'asteroides, i inclou també cometes i Near Earth Asteroids (Asteroides Propers a la Terra). Fins avui l'observatori ha descobert 1732 asteroides nous.